# Троїцьке (Архангельський район)
Тро́їцьке (рос. Троицкое, башк. Троицкий) — присілок у складі Архангельського району Башкортостану, Росія. Входить до складу Краснокуртівської сільської ради.
Населення — 63 особи (2010; 90 в 2002).
Національний склад:
- росіяни — 52 %
- чуваші — 39 %